# Chiese della Moldavia
Le chiese dipinte della Moldavia settentrionale sono sette chiese ortodosse rumene del distretto di Suceava, in Romania, e per la precisione nella parte settentrionale della Moldavia. Queste chiese sono state costruite approssimativamente tra il 1487 ed il 1532.
A partire dal 1993 sono state iscritte tra i Patrimoni dell'umanità dell'UNESCO.
| Nome                                                           | Villaggio        | Costruita nel |
| -------------------------------------------------------------- | ---------------- | ------------- |
| Chiesa della decapitazione di San Giovanni Battista            | Arbore           | 1503          |
| Chiesa dell'Assunzione di Maria dell'ex monastero di Humor     | Gura Humorului   | 1530          |
| Chiesa dell'Annunciazione del monastero di Moldovița           | Vatra Moldoviței | 1532          |
| Chiesa della Sacra Croce di Pătrăuți                           | Pătrăuți         | 1487          |
| Chiesa di San Nicola e del Catholicon del monastero di Probota | Probota          | 1531          |
| Chiesa di San Giorgio                                          | Suceava          | 1522          |
| Chiesa di San Giorgio dell'ex Monastero di Voroneț             | Voroneț          | 1487          |

Altre importanti chiese dei paraggi sono:

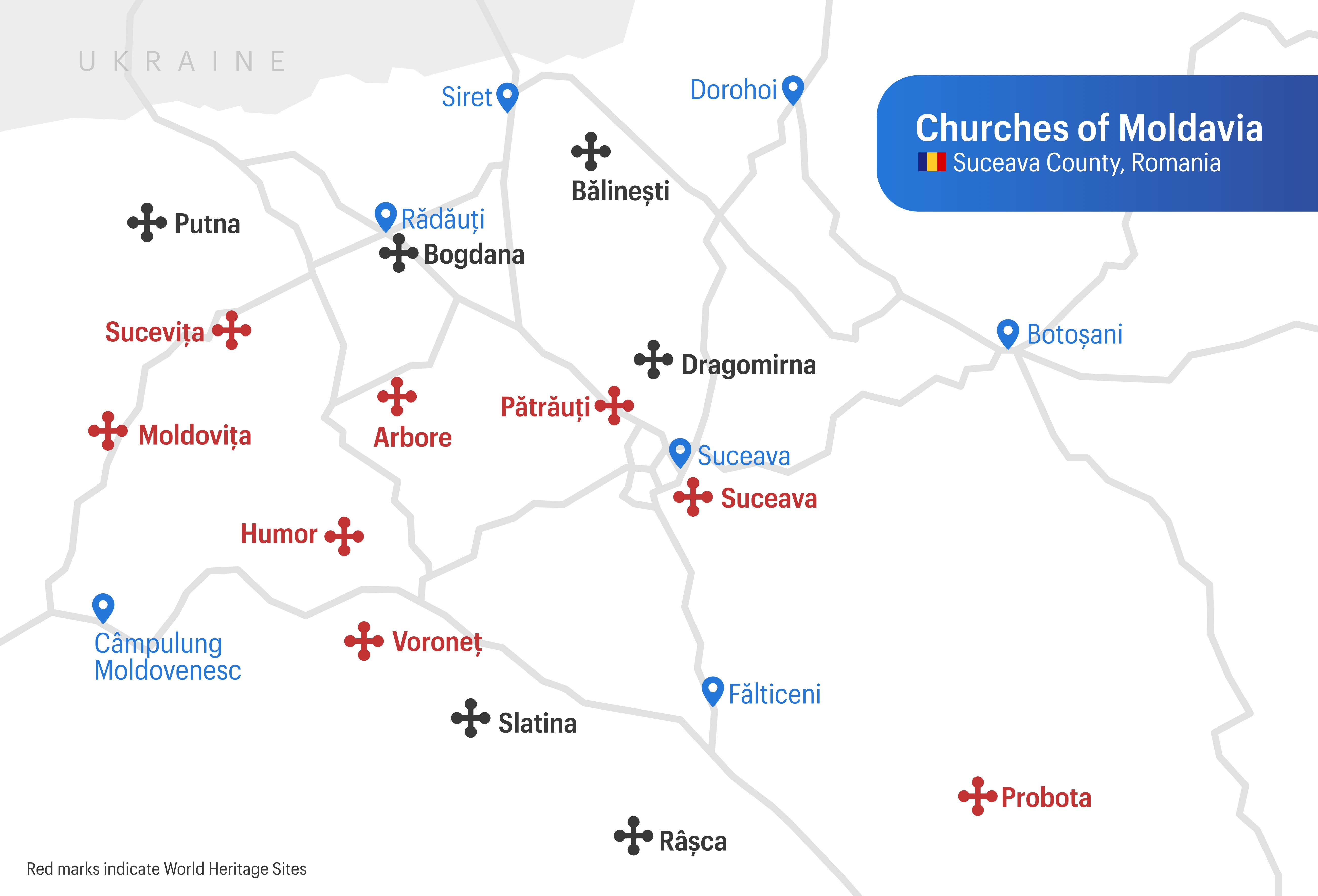
Mappa dei più importanti monasteri Moldavi

| Nome                                                                 | Villaggio          | Costruito nel |
| -------------------------------------------------------------------- | ------------------ | ------------- |
| Chiesa della Discesa dello Spirito Santo nel monastero di Dragomirna | Mitocu Dragomirnei | 1609          |
| Chiesa delle Trasfigurazione nel monastero di Slatina                | Slatina            | 1554-61       |
| Chiesa della Resurrezione nel monastero di Sucevița                  | Sucevița           | 1583          |